# 河野一郎 (スポーツ医学者)
河野 一郎（こうの いちろう、1946年（昭和21年）11月6日 - ）は、日本のスポーツ医学者、内科医、体育科学者。日本オリンピック委員会（JOC）理事。一般財団法人嘉納治五郎記念国際スポーツ研究・交流センター理事長。日本ラグビーフットボール協会元理事。筑波大学名誉教授。元・筑波大学人間総合科学研究科スポーツ医学専攻教授で、学長特別補佐（2011年時点）。元・独立行政法人日本スポーツ振興センター（JSC）理事長。元・2020年東京オリンピック・パラリンピック組織委員会副会長。
東京五輪（1964年）担当国務大臣や日本陸上競技連盟理事長などを務めた政治家の河野一郎（1898年 - 1965年）は、同姓同名の別人。

## 経歴
東京都出身。本人の談によれば、湘南学園小学校時代の教諭に1932年ロス五輪の水泳男子800mリレー金メダリストの豊田（峰島）久吉がおり、オリンピックへのあこがれが芽生えたという。1965年、湘南学園高等学校卒業。
1973年、東京医科歯科大学医学部卒業。大学時代はラグビー部に所属した。
筑波大学内科講師から助教授を経て、1999年にスポーツ医学教授に就任。この間、1986年のソウル・アジア大会に日本選手団チームドクターとして参加。1988年ソウル五輪から1996年アトランタ五輪まで3大会連続で、日本選手団の本部ドクター・本部役員を務めた（その後、2008年北京オリンピックまでオリンピック日本選手団と関わる）。本人の談によれば、日本選手団のチームドクターを務めたことがスポーツマネジメントに関わるきっかけで、とくにソウルオリンピックではベン・ジョンソンのドーピング問題が生じたこともあり、ドーピングやスポーツのあり方について考える経験になったという。
1995年、日本ラグビーフットボール協会の強化推進本部長に就任。1996年には、日本代表ヘッドコーチとしてラグビー元日本代表の平尾誠二を招聘、「平尾プロジェクト」を立案し、若手選手の発掘に貢献した。1999年のラグビーワールドカップでは、日本ラグビー協会の強化推進本部長として、日本代表選手団の団長を務めた。
2001年、日本オリンピック委員会（JOC）理事に就任。中長期選手強化計画事業「JOCゴールドプラン」の策定にあたった。また2001年、世界アンチ・ドーピング機関 (WADA) の国内組織である日本アンチ・ドーピング機構 (JADA) の設立に参加。2002年ソルトレークシティオリンピック、2004年アテネオリンピックでWADAのインデペンデント・オブザーバーを務める。
2006年（平成18年）、2016年夏季五輪招致委員会事務総長に就任。同時に、JOC招致推進委員会委員となった。
東京2020オリンピック・パラリンピック招致委員会で理事と評議会委員を務めていた2012年には、遠藤利明、小倉純二、馳浩らと共に、「Cheer!NIPPON」の副実行委員長の一人として名を連ねる（実行委員長：川淵三郎、相談役：森喜朗）。
2011年（平成23年）10月、独立行政法人日本スポーツ振興センター（JSC）理事長に就任。国立競技場の建設計画にも携わり、2015年（平成27年）9月に任期満了で退任し、最後に「（新国立の整備計画は）いったん間に合ったと思ったので、残念です」と述べた。
2013年、日本ラグビーフットボール協会理事に就任。ラグビーワールドカップ2019大会の日本招致に貢献した。2016年、ラグビーワールドカップ2019組織委員会事務総長代行。

## 略歴
- 1973年（昭和48年） - 東京医科歯科大学医学部卒業
- 1999年（平成11年） - 筑波大学体育科学系教授
- 2001年（平成13年） - 公益財団法人日本オリンピック委員会理事（2017年（平成28年）6月まで）
- 2004年（平成16年） - 国立大学法人筑波大学大学院人間総合科学研究科教授（2010年（平成22年）3月まで）
- 2006年（平成18年） - 東京オリンピック招致委員会事務総長
- 2010年（平成22年） - 公益財団法人日本アンチ・ドーピング機構会長（2011年（平成23年）9月まで）
- 2011年（平成23年） - 国立大学法人筑波大学学長特別補佐・特命教授（現職）
- 2011年（平成23年） - 独立行政法人日本スポーツ振興センター理事長および全国学校給食会連合会会長[21]（2015年（平成27年）9月まで）
- 2013年（平成25年） - 日本ラグビーフットボール協会理事（再任/現職）[22]